# ن. موراي إدواردز
ن. موراي إدواردز هو رائد أعمال كندي، ولد في 10 ديسمبر 1959 في ريجاينا في كندا.

## وصلات خارجية
- ن. موراي إدواردز على موقع إن إن دي بي (الإنجليزية)